# Sgorr nam Fiannaidh
Sgorr nam Fiannaidh är ett berg i Storbritannien.   Det ligger i kommunen Highland och riksdelen Skottland, i den nordvästra delen av landet, 600 km nordväst om huvudstaden London. Toppen på Sgorr nam Fiannaidh är 967 meter över havet.
Terrängen runt Sgorr nam Fiannaidh är kuperad norrut, men söderut är den bergig.Runt Sgorr nam Fiannaidh är det mycket glesbefolkat, med 4 invånare per kvadratkilometer. Närmaste större samhälle är Fort William, 15,9 km norr om Sgorr nam Fiannaidh. Trakten runt Sgorr nam Fiannaidh består i huvudsak av gräsmarker.